# Первомайське (Алтинсаринський район)
Первома́йське (каз. Первомай) — село у складі Алтинсаринського району Костанайської області Казахстану. Адміністративний центр сільського округу імені Омара Шипіна.
Населення — 495 осіб (2021; 571 у 2009, 904 у 1999, 1377 у 1989).
В радянські часи село називалось Первомайський.